# Федоровка (Уфимський район)
Фе́доровка (рос. Фёдоровка, башк. Федоровка) — присілок (у минулому селище) у складі Уфимського району Башкортостану, Росія. Входить до складу Ольховської сільської ради.
Населення — 71 особа (2010; 49 в 2002).
Національний склад:
- башкири — 49 %
- татари — 37 %